# Fritz Stiedry
Dr. Fritz Stiedry (Wenen, 11 oktober 1883 - Zürich, 8 augustus 1968) was een Oostenrijks-Amerikaans dirigent.

## Carrière
Terwijl hij rechten studeerde aan de Universiteit van Wenen, werden zijn muzikale talenten opgemerkt door Gustav Mahler, bij wie hij in 1907 assistent werd bij de Wiener Hofoper.

#### Duitsland
Op Mahlers introductie kreeg hij vervolgens een baan in Dresden. In 1913 werd hij eerste dirigent bij de opera in Kassel en van 1914-1923 bij de opera in Berlijn. In 1924 volgde hij Felix Weingartner op in Wenen. In 1928 kwam hij terug in Berlijn, ditmaal als muzikaal directeur van de Staatsopera.

#### Leningrad
In 1933 verliet Stiedry Duitsland uit angst voor de macht van Hitler. Hij werd eerste dirigent bij het Filharmonisch Orkest van Leningrad van 1934-1937. Daar was Stiedry betrokken bij de repetities voor de première van Dmitri Sjostakovitsj' Vierde Symfonie, maar die ging om onduidelijke redenen niet door.

#### Verenigde Staten
In 1937 ging Stiedry naar de Verenigde Staten. Hij werkte bij de New Friends of Music Orchestra in New York, waar hij langvergeten werken van Johann Sebastian Bach, Joseph Haydn en Wolfgang Amadeus Mozart opvoerde, en de première van Arnold Schönbergs Tweede Kamersymfonie. Na de Tweede Wereldoorlog leidde hij vooral nog opera's. Ook dirigeerde hij bij de Lyric Opera of Chicago en vanaf 15 november 1946 de Metropolitan Opera.
- Biblioteca Nacional de España: XX1012531
- Bibliothèque nationale de France: cb139000709 (data)
- Gemeinsame Normdatei: 117244864
- International Standard Name Identifier: 0000 0000 5921 4370
- Library of Congress Control Number: n84198895
- Nationale Bibliotheek van Letland: 000113871
- MusicBrainz: 5608faea-092c-4551-b18f-2bd23c610c1a
- Nationale Bibliotheek van Israël: 987007279216805171
- Nationale Bibliotheek van Polen: a0000002837772
- SNAC: w6w99cpx
- Système universitaire de documentation: 08049112X
- Virtual International Authority File: 71579411
- WorldCat: E39PBJvmHX6JQpdDBMD3qmPCwC